# Scurzolengo
Scurzolengo är en ort och kommun i provinsen Asti i regionen Piemonte i Italien. Kommunen hade 545 invånare (2018).